# Xylopia richardii
Xylopia richardii là một loài thực vật thuộc họ Annonaceae. Loài này có ở Mauritius và Réunion. Chúng hiện đang bị đe dọa vì mất môi trường sống.